# Giacomo del Maino

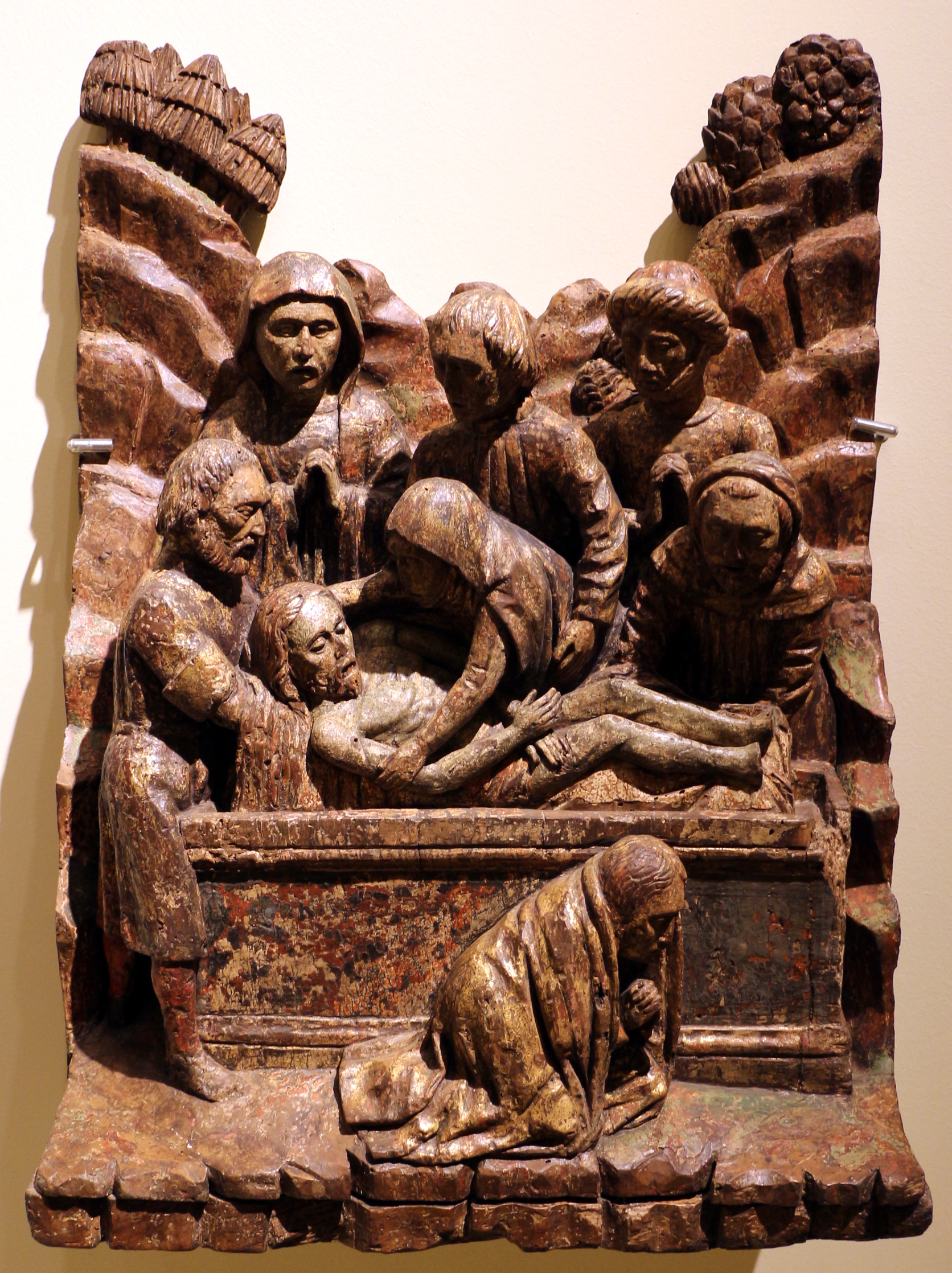
Giacomo del Maino, Mise au tombeau, entre 1450 et 1475, Milan, Château des Sforza.

Giacomo Del Maino (Milan, avant 1469 – 1503 ou 1505) est un sculpteur et architecte italien .
Issu d'une famille d'artistes sur bois, il dirige l'un des principaux ateliers du duché de Milan dans la seconde moitié du XVe siècle.

## Vie et œuvre
Parmi ses premières œuvres se trouvent les éléments sculptés dans le chœur de la Basilique Saint-Ambroise en 1469, en collaboration avec Lorenzo da Origgio et Giacomo da Torre. En 1478, il crée les stalles du chœur de Santa Maria del Monte près de Varèse en 1478 dont les grands motifs végétaux correspondent pour partie au style de Baldino da Surso.
Le nom de Giacomo est surtout connu comme créateur de la structure du retable l'immaculée Conception dont le panneau central est La Vierge aux rochers de Léonard de Vinci et qu'il réalise entre 1480 et 1482. Cette œuvre est probablement inspirée de l'autel, toujours en place, qu'il crée à Sernio dans l'oratoire de Santa Maria della Neve.
Il crée par la suite, entre 1491 et 1505, en collaboration avec Bernardino de Donati  un autre retable consacré au même dogme de l'Immaculée Conception, quoique de dimensions plus réduites dans l'église San Maurizio del Ponte à Ponte in Valtellina. On lui doit également La Déploration du Christ, exécuté avec son fils Giovanni Angelo et, pour la peinture, Andrea Clerici, œuvre conservée à l'église Santa Marta de Bellano,.
En 1496, alors que ses deux fils - Giovanni Angelo et Tiburzio - sont déjà inscrits à Milan comme maîtres sculpteurs sur bois, Giacomo del Maino décide de transférer son atelier de Milan à Pavie, peut-être attiré par les importantes commandes de décorations de la chartreuse de Pavie grâce à des contacts avec Giovanni Antonio Amadeo.